# ヒットフィスト

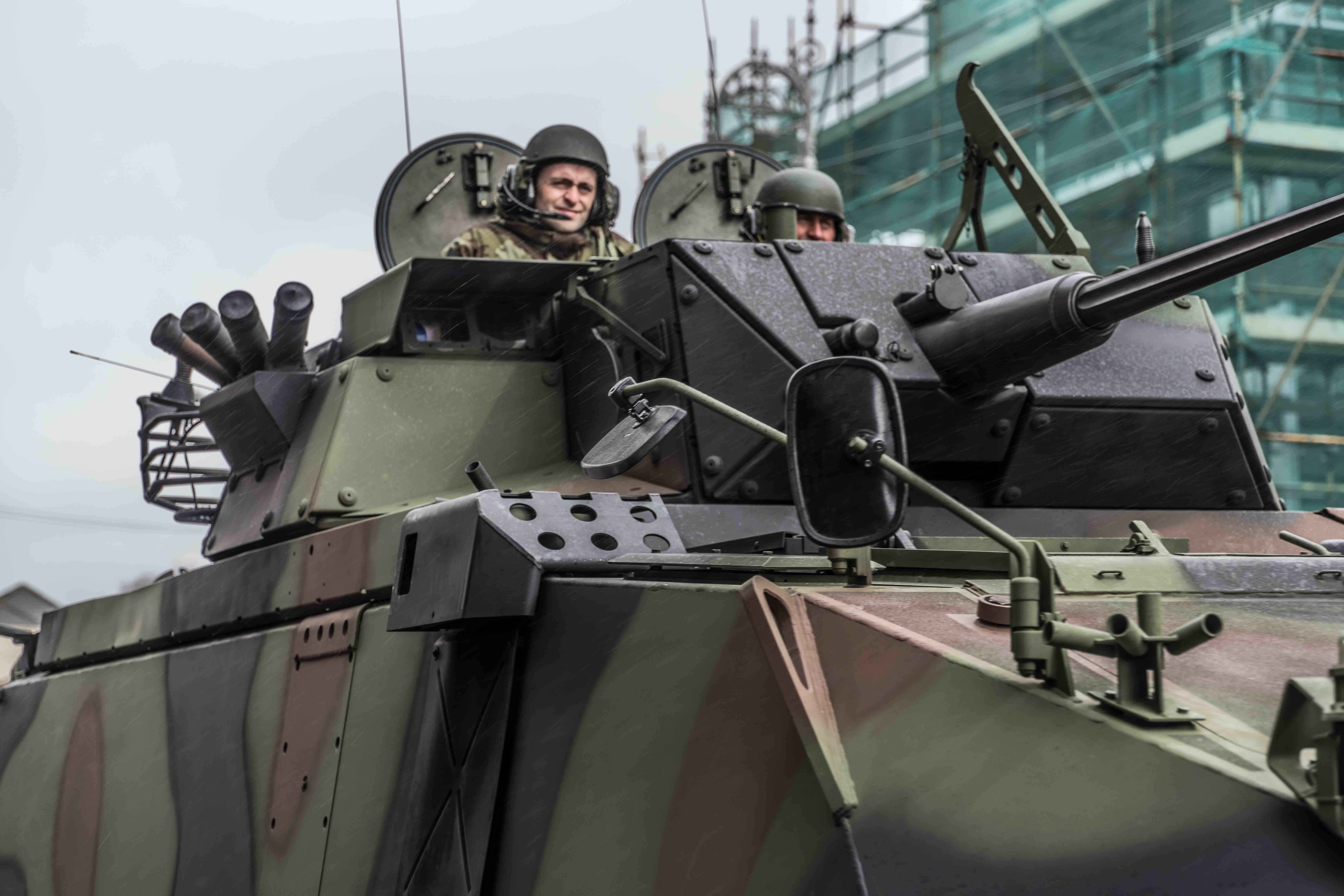
ヒットフィスト砲塔（アイルランド国防軍のピラーニャⅢH装甲車

ヒットフィスト（英語: Hitfist）とは、オート・メラーラ社が開発及び販売している装甲車両向けの2名用砲塔。ダルド歩兵戦闘車のために開発され、その後各種車両に搭載可能なモジュール製品として改良発展がなされた。この砲塔はエリコンKBA 25mm機関砲ないし30/40mm Mk 44 ブッシュマスター II機関砲を搭載するように設計されている。主兵装には同軸機銃を装備することもできる。派生モデルでは操作者が対戦車ミサイルの照準及び発射を行える。
砲塔および兵装は1名でも操作可能である。
オート・メラーラは、ヒットフィストに車内からリモート操作可能なRWSモードを追加した「ヒットフィストOWS」や、機関銃や自動擲弾銃などの小火器を装備するより小型の純粋なRWSとして設計されたヒットロールも販売している。
30mm砲装備のヒットフィスト・タレットは、車両に対して2670kgの重量を追加する。

## 運用者
イタリア陸軍 - 467基
- ダルド歩兵戦闘車：200両が装備[4]。砲塔の武装は次の通り
  - エリコンKB 25 mm 機関砲
  - ラインメタルMG3 7.62mm同軸機銃
  - BGM-71 TOW対戦車誘導弾
- フレッチャ歩兵戦闘車：226両が装備。砲塔の武装は次の通り
  - エリコンKB 25 mm 機関砲
  - ラインメタルMG3 7.62mm同軸機銃
- フレッチャEVOに搭載するために41基が発注済み（最大180基）。砲塔の武装は次の通り
  - エリコンKB 25 mm 機関砲
  - ラインメタルMG3 7.62mm同軸機銃
  - スパイクLRミサイル
  - JANUS 高性能安定化昼夜兼用全天候型多機能センサー

アイルランド陸軍 - ヒットフィスト30 6基
- 6両のピラーニャⅢH中型偵察車両が30mmタイプのヒットフィストを搭載[5]

ポーランド陸軍 - ヒットフィスト30 359基
- 359基がKTOロソマクに搭載（2019年から2021年にかけて納品）
  - 30 mm オービタルATK MK44 ブッシュマスター自動砲
  - UKM-2000C 7.62mm同軸機銃

## 運用見込み
スペイン陸軍
ヒットフィスト30Pを以下の砲塔と比較試験中：
- ESCRIBANO ガーディアン30無人砲塔
- ラファエル サムソン Mk II

すべての砲塔が2発のスパイクLRミサイルとMk44 30 mmを提案している。